# Ptychomitrium serratum
Ptychomitrium serratum là một loài rêu trong họ Ptychomitriaceae. Loài này được Bruch & Schimp. mô tả khoa học đầu tiên năm 1837.